# 華東政法大学
華東政法大学（かとうせいほうだいがく、英語：East China University of Political Science and Law、略称ECUPL）は、中華人民共和国上海市長寧区万航渡路1575号に本部を置く中国の国立大学である。中国の代表的な法学教育と法曹養成機関である。中華人民共和国司法部の直轄大学である。1952年に設立された。

## 概要
東中国地方で最大の法学院で、法学と法律教育を中心に、経済、外国語、管理などの学科を設けている。現在大学部、大学院生、成人教育学生を含め、計1万人余りの学生が在籍している。東中国地方で法学博士課程と修士研究生募集項目が最も多い法学院である。

## 沿革
1952年6月、中華人民共和国司法部の直轄大学として、聖ヨハネ大学（聖約翰大学）、復旦大学、南京大学、厦門大学、震旦大学、濾江大学、東呉大学など9大学の法学部を統合し、華東政法学院が設立された。学部の新設などを経て、名称を現在の華東政法大学とした。
本部長寧キャンパスの残る建物の多くが19世紀末から20世紀初にかけての建築である。この地は、もともとSt. John’s College（のちUniversity）、中国名では聖約翰大学という学校のキャンパスであった。聖ヨハネ大学自体は、中国では遠く過去のものとなってしまっている。その学び舎が失われることなく、大学教育という本来の目的に今も使われている。

## 聖ヨハネ大学（St.John's U.）との関係
旧聖ヨハネ大学は、宋家の三姉妹：靄齢、慶齢、美齢の兄弟・宋子文を輩出している。彼は卒業後、国費留学生としてハーバード大学・コロンビア大学を経て経済学でPhDを取得、帰国後は国民党政府財政部長、中央銀行総裁、広東省政府主席などを歴任した国際派経済学者だった。彼の他にも、CITICの創始者・栄毅仁、香港最大の映画会社・ゴールデン・ハーベスト社の創設者・鄒文懐、作家・言語学者の林語堂など、実業界、外交、医学、科学、金融、教育界と優れた人材を数多く輩出している。
聖ヨハネ大学は1920年～40年代にかけ、中国で最も影響力のある権威ある大学に成長し、“東洋のハーバード大学”、“外交官の揺籃地”と呼ばれた。卒業生は米国の大学生と同じ学位をもち、卒業後は米国の大学院に留学することができた。国内では多くの者が租界の行政機関に就職し、医学部の卒業生は工部局の病院に採用された。
1949年共産中国が成立すると、聖ヨハネ大学も中国政府の教育機関としての登録を求められた。しかし宗教を否定する共産主義政府の大学として登録することは、キリスト教主義の教育と矛盾すると考えた大学と宣教団は、登録を拒否した。大学は、以後それによる様々な差別と不利益と戦うこととなる。
1952年、ついに大学は終局を迎える。海外の国際機関が運営する教育施設は全て廃止し、国立の教育機関として組み替えられることとなったのだ。聖ヨハネ大学も米国聖公会から完全に独立せざるを得なくなる。中国政府教育部は直ちに聖ヨハネ大学の大々的な解体に着手した。ジャーナリズム科は復旦大学へ、建築科は同済大学へ、経済学部は上海大学の財務・経済学部へ、政治法律学科は華東政法学院（現華東政法大学）へ、中国語・中国文化科は華東師範大学へと移管された。医学部は上海第二医科大学へ移管され、更に2005年に同済大学へ再度移された。上海の教育機関は、聖ヨハネ大学の解体により教育上の多く恩恵を受けた。今は同じ場所に華東政法大学が残るのみとなった。

## キャンパス
- 上海市長寧キャンパス（本部、上海市長寧区万航渡路1575号）
- 上海市松江キャンパス（上海市松江区龍源路555号）

## 学院（学部）
- 法律学部（民・商・刑）
- 経済法学部
- 国際法学部
- 刑事司法学部
- 公共管理学部
- 商学部
- 外国語学部
- 知的財産法学部
- 人文学部
- 社会学部
- 国際金融法学部
- 国際航運法学部
- 弁護士学部

## 大学院・研究所
- 都市法政策研究センター
- 法律歴史研究センター
- 韓国法研究センター
- ローマ法とヨーロッパ法研究センター
- 民法研究センター
- 刑法学研究センター
- 訴訟法研究センター
- 憲法学と行政法学研究センター
- 法理学研究センター
- 弁護士事務研究所
- 不動産法研究所
- 香港・マカオ・台湾法研究所
- 中国儒学と法律文化研究所
- 比較法研究所
- 行政法研究所
- 立法学研究所
- 経済法研究センター
- 商法研究センター
- 環境資源エネルギー法研究センター
- 日本法研究センター
- 競争法研究所
- 金融法研究所
- 社会法研究所
- 会社法研究所
- ネットワーク法研究所
- WTO研究センター
- 国際法研究センター
- 国際港運と海上取引研究センター
- 司法検定センター
- 少年犯罪研究所
- 性法学研究所
- 生命科学と法律研究所
- 人文科学研究センター
- 文化産業研究センター
- 政治と行政研究所
- 文学と法律研究所
- 法律古籍整理研究所
- 政治学と公共管理研究センター
- 経済と商務研究センター
- 国家資本研究センター
- 商務と投資研究所
- カナダ法研究センター
- 英語語言理論研究センター
- 電子取引法研究所
- 法社会学研究所
- 社会調査研究所
- 司法研究センター
- 知的財産権利研究センター
- 国家安全法研究センター
- 婦人法律研究センター
- 循環経済法研究センター
- 教育改革と発展研究センター
- 法学情報インフォ研究センター

## 学術刊行物
- 「法学」
- 「犯罪研究」
- 「青少年犯罪問題について」
- 「華東政法大学学報」
- 「知的財産権利研究」
- 「法学研究」

## 校長
| 名前     | 在任時間             |
| -------- | -------------------- |
| 魏文伯   | 1952年10月—1955年5月 |
| 鄭文卿   | 1955年5月—1956年6月  |
| 雷経天   | 1956年6月—1958年8月  |
| 魏明     | 1964年5月—1972年4月  |
| 徐パン秋 | 1979年6月—1984年4月  |
| 陳天池   | 1984年4月—1985年8月  |
| 史カン章 | 1985年8月—1997年8月  |
| 曹建明   | 1997年8月—1999年12月 |
| 何勤華   | 1999年12月—2015年9月 |
| 葉青     | 2015年8月—今         |